# Seversk
Seversk (tiếng Nga: Северск) là một thành phố Nga. Thành phố này thuộc chủ thể Tomsk Oblast. Thành phố có dân số 109.106 người (theo điều tra dân số năm 2002). Đây là thành phố lớn thứ 145 của Nga theo dân số năm 2002.
Đây là một trong những thành phố bị đóng cửa của Nga và là trung tâm hành chính của Đơn vị hành chính-thành phố đóng cửa Seversk.